# دم وحناء (فلم)
دم وحناء (بالإنجليزية: Blood and Henna)، هُو فيلم نيجيري صدر سنة 2012 وأخرجه Kenneth Gyang. الفيلم من بطولة كُل من علي نوهو وصادق ساني صادق وNafisat Abdullahi.

## وصلات خارجية
- دم وحناء على موقع IMDb (الإنجليزية)